# Rough Night
Rough Night (lançado em alguns países como Girls 'Night Out; bra: A Noite É Delas; prt: Girls Night) é um filme estadunidense de 2017 dirigido por Lucia Aniello e estrelado por Scarlett Johansson, Zoë Kravitz, Kate McKinnon, Jillian Bell, Ilana Glazer, Paul Downs, Ty Burrell e Demi Moore. Foi lançado nos Estados Unidos em 16 de julho de 2017 pela Columbia Pictures. Recebeu críticas mistas e arrecadou US$ 47 milhões em um orçamento de US$ 26 milhões.

## Sinopse
Em 2006, quatro amigas, Jess, Alice, Frankie e Blair se conheceram durante seu primeiro ano de faculdade na George Washington University. Uma década depois, eles planejam um reencontro quando Jess está prestes a se casar com seu noivo Peter, e Alice decide que os quatro deveriam passar o fim de semana em Miami festejando. Uma vez lá, os quatro se juntam a Pippa, uma amiga de Jess. Os amigos ficam chapados e festejam em um clube e então Frankie decide contratar um stripper, Jay. Quando Jay chega à porta, Alice decide pular em cima dele, fazendo com que os dois caiam e Jay bata com a cabeça no canto da lareira, matando-o. Aí começam os verdadeiros problemas dessas amigas, que devem decidir o que fazer com a stripper falecida.

## Elenco
| Intérprete         | Personagem            |
| ------------------ | --------------------- |
| Scarlett Johansson | Jessica “Jess” Thayer |
| Kate McKinnon      | Pippa/Kiwi            |
| Jillian Bell       | Alice                 |
| Ilana Glazer       | Frankie               |
| Zoë Kravitz        | Blair                 |
| Paul W. Downs      | Peter                 |
| Demi Moore         | Lea                   |
| Ty Burrell         | Pietro                |
| Ryan Cooper        | Jay                   |
| Colton Haynes      | Scotty McBody         |
| Bo Burnham         | Tobey                 |
| Eric André         | Jake                  |
| Hasan Minhaj       | Joe                   |
| Patrick Carlyle    | Patrick               |
| Karan Soni         | Raviv                 |

## Recepção
No Rotten Tomatoes, conta com uma taxa de aprovação de 44% com base em 148 avaliações. Seu consenso afirma: “O elenco do filme dá risadas esporádicas, mas seus talentos não são usados nesta comédia que perde muitas oportunidades.”